# マルケル・スサエタ
マルケル・スサエタ・ラスクライン （Markel Susaeta Laskurain、1987年12月14日 - ）は、スペイン・エイバル出身の元サッカー選手。元スペイン代表。ポジションはフォワード、ミッドフィールダー（右サイドハーフ）。
従兄弟のネストル・スサエタ(Néstor Susaeta)もプロサッカー選手であり、マルケルと同じくウイングのポジションでプレーしている。ネストルはレアル・ソシエダの下部組織に在籍していたが、トップチーム昇格はかなわず、ビルバオ・アスレティックでプレーしていたこともある。

## 経歴

### クラブ
アスレティック・ビルバオの下部組織で育ち、2007年9月2日、FCバルセロナ戦(1-3)でトップチームデビュー。この試合で初得点も記録した。2007-08シーズンはビルバオ・アスレティック（リザーブチーム）に登録されていたが、2007年7月に就任したホアキン・カパロス監督はスサエタを積極的に起用。アトレティコ・マドリードやセビージャFCなどの強豪クラブからもゴールを決め、トップチームで29試合に出場して4得点を挙げた。2008-09シーズンは絶対的なレギュラーというわけではなかったが、トップチームでの地位を確立。2009年1月31日のマラガCF戦(3-2)ではピッチに立ってからわずか4分後に得点を挙げた。同シーズンのビルバオはかろうじて降格を回避する不本意なシーズンだったが、コパ・デル・レイでは躍進し、決勝でバルセロナに敗れたものの準優勝した。リーグ戦では34試合に出場し、本職の右サイドハーフではなくトップ下として出場したこともあった。2009-10シーズンはリーグ戦35試合に出場。UEFAヨーロッパリーグでは5試合に出場し、グループリーグを勝ち抜いて欧州のベスト32に残った。2010-11シーズン、カパロス監督は主に4-3-1-2フォーメーションを採用したため、サイドを本職とするスサエタの出場機会は大幅に減少。6位と躍進したクラブにあって不本意なシーズンを過ごした。2011年夏にはカパロス監督が退任してマルセロ・ビエルサ監督が就任。2011-12シーズンのUEFAヨーロッパリーグでは5得点を挙げて決勝進出に貢献し、シーズン通算ではキャリア最多の13得点を挙げた。コパ・デル・レイでも決勝に進出したが、再びバルセロナに敗れた。
エルネスト・バルベルデが監督に就任した2013-14シーズンは絶対的レギュラーとして自己最多のリーグ12アシストを記録し、UEFAチャンピオンズ・リーグ出場に貢献した。
2016年、ホセ・アンヘル・イリバルの持つ欧州カップにおけるクラブ歴代最多出場記録を更新。
ゴルカ・イライソスの退団に伴い、17-18シーズンからクラブのキャプテンに就任。
2019年、クラブ史上5人目となるクラブ通算500試合出場を達成。しかし、シーズン終了後にクラブからの退団を発表。在籍した14年間で507試合56得点87アシストを記録した。ホーム最終戦となったセルタ戦が最後の出場となり、試合終了後にはアンデル・イトゥラスペ、ミケル・リコと共に退団セレモニーが行われた。
2019年9月9日、Jリーグ・ガンバ大阪への完全移籍が発表された。背番号は「14」番。シーズン終了後、契約満了により退団。
2020年1月、メルボルン・シティFCへ加入。2020年7月15日、家族間の問題で契約を解除しスペインに帰国。
2020年11月18日、マッカーサーFCへ加入した。
2021年6月29日、アスレティック・ビルバオでも共闘したベニャ・エチェバリアとともに、現役を引退することが発表された。

### 代表
2012年11月9日、ビセンテ・デル・ボスケ監督によってスペイン代表に初招集され、11月14日のパナマ代表との親善試合(5-1)で代表デビュー。この試合で初得点も決めた。

## 個人成績
| 国内大会個人成績 | 国内大会個人成績 | 国内大会個人成績 | 国内大会個人成績 | 国内大会個人成績 | 国内大会個人成績 | 国内大会個人成績 | 国内大会個人成績 | 国内大会個人成績 | 国内大会個人成績 | 国内大会個人成績 | 国内大会個人成績 |
| 年度             | クラブ           | 背番号           | リーグ           | リーグ戦         | リーグ戦         | リーグ杯         | リーグ杯         | オープン杯       | オープン杯       | 期間通算         | 期間通算         |
| 年度             | クラブ           | 背番号           | リーグ           | 出場             | 得点             | 出場             | 得点             | 出場             | 得点             | 出場             | 得点             |
| 日本             | 日本             | 日本             | 日本             | リーグ戦         | リーグ戦         | リーグ杯         | リーグ杯         | 天皇杯           | 天皇杯           | 期間通算         | 期間通算         |
| ---------------- | ---------------- | ---------------- | ---------------- | ---------------- | ---------------- | ---------------- | ---------------- | ---------------- | ---------------- | ---------------- | ---------------- |
| 2019             | G大阪            | 14               | J1               | 5                | 0                | 2                | 0                | -                | -                | 7                | 0                |
| 通算             | 日本             | 日本             | J1               | 5                | 0                | 2                | 0                | -                | -                | 7                | 0                |
| 総通算           | 総通算           | 総通算           | 総通算           | 5                | 0                | 2                | 0                | -                | -                | 7                | 0                |

- Jリーグ初出場 - 2019年9月14日 J1第26節 vsサガン鳥栖（パナソニックスタジアム吹田）

## 代表歴

### 試合数
- 国際Aマッチ 1試合 1得点（2012年）[16]

| スペイン代表 | 国際Aマッチ | 国際Aマッチ |
| 年           | 出場        | 得点        |
| ------------ | ----------- | ----------- |
| 2012         | 1           | 1           |
| 通算         | 1           | 1           |

### 得点
スコア欄はスペインの得点を左に記している。
| #  | 日付           | 場所               | 相手   | スコア | 最終結果 | 大会     |
| -- | -------------- | ------------------ | ------ | ------ | -------- | -------- |
| 1. | 2012年11月14日 | シウダ・デ・パナマ | パナマ | 5–0    | 5–1      | 親善試合 |

## タイトル

### クラブ
アスレティック・ビルバオ
- スーペルコパ・デ・エスパーニャ：1回（2015年）